# Cyathea rubella
Cyathea rubella är en ormbunkeart som beskrevs av Holtt. Cyathea rubella ingår i släktet Cyathea och familjen Cyatheaceae. Inga underarter finns listade.